# ペヨ (小惑星)
ペヨ (2944 Peyo) は小惑星帯に位置する小惑星。ハイデルベルクでドイツの天文学者カール・ラインムートが発見した。
三十カ国語以上に翻訳されている漫画シリーズのキャラクター、スマーフを創造したベルギーの漫画家、ペヨことピエール・クリフォール（1928年-1992年）にちなんで命名された。